# جمعية آلات الحوسبة
جمعية آلات الحوسبة (بالإنجليزية: Association for Computing Machinery اختصاراً ACM) هي أول رابطة علمية وتعليمية للحوسبة في العالم تأسست في عام 1947. ووصل عدد أعضائها في عام 2007 إلى 83 ألف عضو. يقع مقرها الرئيسي في مدينة نيويورك. تقوم الرابطة بالعديد من النشاطات التعليمية المتعلقة بالحاسوب مع العديد من الجامعات، كما تقوم بتنظيم المؤتمرات والمسابقات وإصدار مجلات ومنشورات متعلقة بالحاسوب. وهي بذلك تقوم بدور مشابه إلى حد ما لما تقوم به منظمة جمعية مهندسي الكهرباء والإلكترونيات.

## خلفيّة
إنَّ جمعية آلات الحوسبة وتُعرف في مصادر أخرى باسم جمعية ماكينات الحوسبة (يُشار لها اختصارًا بالرمز الثلاثي ACM) هي جمعية دولية متعلمة للحوسبة مقرها الولايات المتحدة. تأسست عام 1947 وهي أكبر جمعية علمية وتعليمية للحوسبة في العالم. جمعية آلات الحوسية عبارة عن مجموعة عضوية مهنية غير هادفة للربح لديها ما يقرب من 100000 عضوًا اعتبارًا من 2019. يقع مقرها الرئيسي في مدينة نيويورك. جمعية آلات الحوسية هي منظمة شاملة للمصالح الأكاديمية والعلمية في علوم الكمبيوتر (المعلوماتية). شعارها هو «تطوير الحوسبة كعلم ومهنة».

## التاريخ
تأسست جمعية آلات الحوسية في عام 1947 تحت اسم الرابطة الشرقية لآلات الحوسبة (بالإنجليزية: Eastern Association for Computing Machinery)، والتي تم تغييرها في العام التالي إلى جمعية الآلات البرمجية (بالإنجليزية: Association for Computing Machinery).

## أنشطة

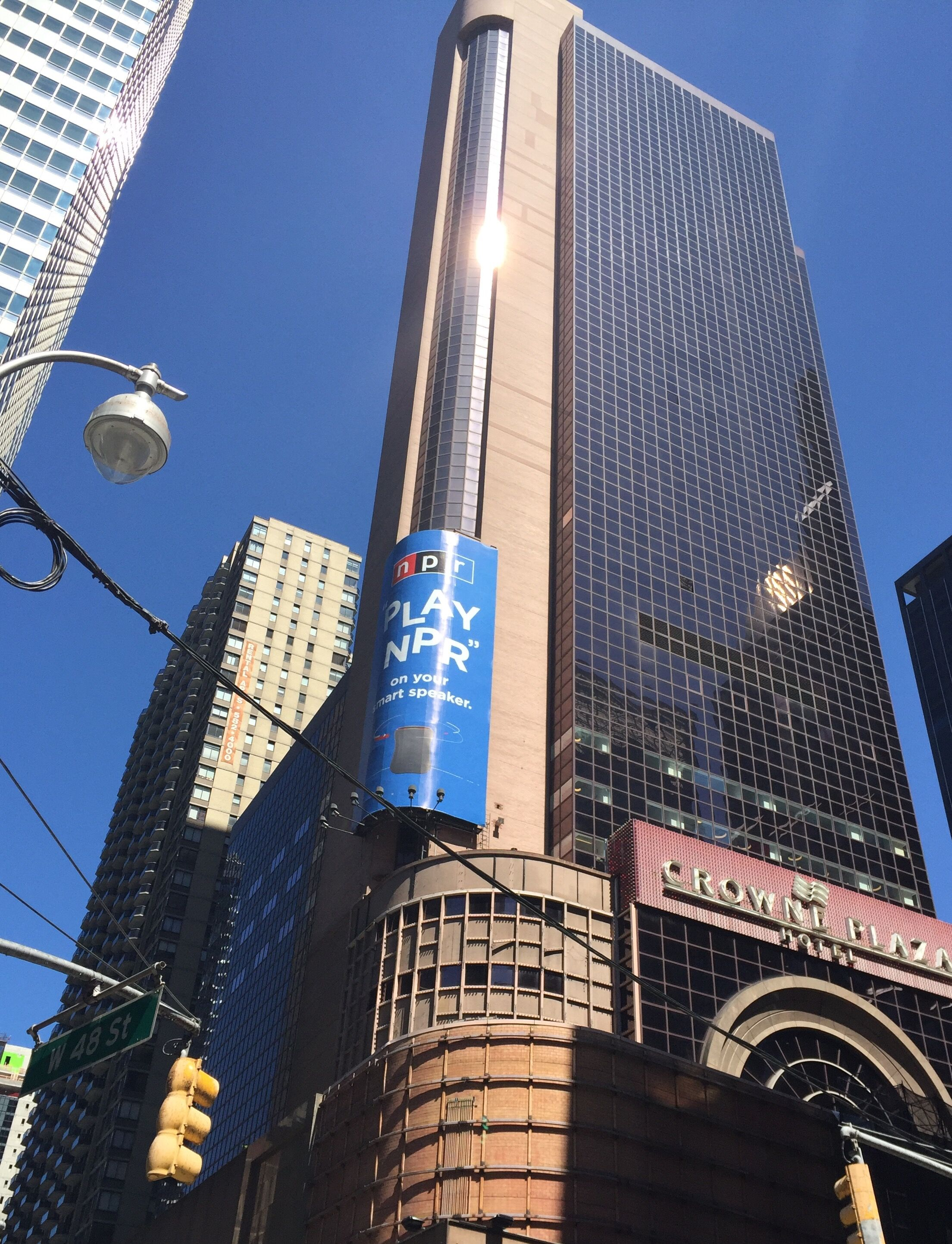
يقع مقر جمعية آلات الحوسية في 1601 Broadway، Times Square، مدينة نيويورك.

تم تنظيم جمعية آلات الحوسية في أكثر من 171 فرعًا محليًا و37 مجموعة ذات اهتمامات خاصة (SIGs)، والتي من خلالها تدير معظم أنشطتها. بالإضافة إلى ذلك، هناك أكثر من 500 فرع للكليات والجامعات. تأسس الفصل الأول للطلاب في عام 1961 في جامعة لويزيانا في لافاييت. العديد من هذه المنظمات ترعى المؤتمرات المنتظمة، والتي أصبحت مشهورة كمكان مهيمن لتقديم الابتكارات في مجالات معينة. تنشر المجموعات أيضًا عددًا كبيرًا من المجلات والمجلات والنشرات الإخبارية المتخصصة. ترعى جمعية آلات الحوسية أيضًا الأحداث الأخرى المتعلقة بعلوم الكمبيوتر مثل مسابقة البرمجة الجماعية الدولية جمعية آلات الحوسية العالمية (ICPC)، وقد رعت بعض الأحداث الأخرى مثل مباراة الشطرنج بين غاري كاسباروف وجهاز كمبيوتر ديب بلو.

## الأقسام الدراسية
بناءًا على تصنيف مؤسسة ACM للعلوم المهمة في الدراسة الأكاديمية للحاسب على مستوى الجامعات، تم وضع 5 أقسام عالمية بمناهجها للحاسب، وهي:
- علوم الحاسب
- نظم المعلومات
- تكنولوجيا المعلومات
- هندسة البرمجيات
- هندسة الحاسبات

وتم توضيح المواد الدراسية ومناهجها وترتيبها الدراسي، مع عمل مقارنة بين الاقسام ومدى تركيز كل قسم على الجوانب:
- النظرية والعملية
- العتاد والبرمجيات والإداريات

ويمكن الاستعانة بهذه الدراسة في وضع المناهج الدراسية لكليات الحاسب على مستوى العالم.

## الخدمات

### المنشورات
تنشر جمعية آلات الحوسية أكثر من 50 مجلة، بما في ذلك مجلّة جمعية آلات الحوسية، ومجلتين عامتين لمحترفي الكمبيوتر، اتصالات جمعية آلات الحوسية (المعروفة أيضًا باسم اتصالات فقط أو مجلّة جمعية آلات الحوسية للاتصالات) وكيو.
- أعيد تصميم جمعية آلات الحوسية المعروفة سابقًا باسم «كروس رودز»، في عام 2010 وهي أشهر مجلة حاسوبية للطلاب في الولايات المتحدة.
- تفاعلات جمعية آلات الحوسية، منشور متعدد التخصصات يركز على الروابط بين الخبرات والأشخاص والتكنولوجيا، وثالث أكبر منشور لجمعية آلات الحوسية.[33]
- مسوحات الحوسبة جمعية آلات الحوسية (CSUR)
- أجهزة الكمبيوتر في الترفيه (CIE)
- مجلة جمعية آلات الحوسية حول التقنيات الناشئة في أنظمة الحوسبة (JETC)
- المجموعة ذات الاهتمام المشترك جمعية آلات الحوسية: الكمبيوتر والمجتمع (SIGCAS)[34]
- عدد من المجلات الخاصة بمجالات علوم الكمبيوتر الفرعية بعنوان معاملات جمعية آلات الحوسية. تشمل بعض المعاملات الأكثر شهرة ما يلي:
  - معاملات جمعية آلات الحوسية على أنظمة الكمبيوتر (TOCS)
  - معاملات جمعية آلات الحوسية في البيولوجيا الحاسوبية والمعلوماتية الحيوية (TCBB)
  - معاملات جمعية آلات الحوسية على المنطق الحسابي (TOCL)
  - معاملات جمعية آلات الحوسية على التفاعل بين الإنسان والحاسوب (TOCHI)
  - معاملات جمعية آلات الحوسية على أنظمة قواعد البيانات (TODS)
  - معاملات جمعية آلات الحوسية على الرسومات (TOG)
  - معاملات جمعية آلات الحوسية على البرمجيات الرياضية (TOMS)
  - معاملات جمعية آلات الحوسية على حوسبة الوسائط المتعددة والاتصالات والتطبيقات (TOMM)
  - معاملات IEEE/جمعية آلات الحوسية على الشبكات (TON)
  - معاملات جمعية آلات الحوسية على أنظمة ولغات البرمجة (TOPLAS)

على الرغم من أن كوميونيكيشنز لم تعد تنشر الأبحاث الأولية، ولا تعتبر مكانًا مرموقًا، فقد تم نشر العديد من المناقشات والنتائج العظيمة في تاريخ الحوسبة في صفحاتها. أتاحت جمعية آلات الحوسية جميع منشوراتها تقريبًا للمشتركين المدفوعين عبر الإنترنت في مكتبتها الرقمية ولديها أيضًا دليل لأدب الحوسبة. يمكن للأعضاء الفرديين أيضًا الوصول إلى أوريلي ميديا وبوكس 24x7. تقدم جمعية آلات الحوسية أيضًا تأمينًا ودورات تدريبية عبر الإنترنت وخدمات أخرى لأعضائها. في عام 1997، نشرت مطبعة جمعية آلات الحوسية معالجات وعجائبهم: صور في الحوسبة ((ردمك 0897919602))، كتبه كريستوفر مورغان، مع صور جديدة للويس فابيان باشرش. الكتاب عبارة عن مجموعة من الصور الشخصية التاريخية والحالية لشخصيات من صناعة الكمبيوتر.

## البوابة والمكتبة الرقمية
بوابة جمعية آلات الحوسية هي خدمة عبر الإنترنت تقدمها جمعية آلات الحوسية. يتكون جوهرها من قسمين رئيسيين: مكتبة جمعية آلات الحوسية الرقمية ودليل جمعية آلات الحوسية لأدب الحوسبة. مكتبة جمعية آلات الحوسية الرقمية هي مجموعة النصوص الكاملة لجميع المقالات التي تنشرها جمعية آلات الحوسية في مقالاتها ومجلاتها ووقائع المؤتمرات. الدليل عبارة عن ببليوغرافيا في مجال الحوسبة تضم أكثر من مليون إدخال. تحتوي مكتبة جمعية آلات الحوسية الرقمية على أرشيف شامل بدأ في الخمسينيات من القرن الماضي لمجلات المنظمة ومجلاتها ونشراتها الإخبارية ووقائع المؤتمرات. تشمل الخدمات عبر الإنترنت منتدى يسمى يوبيكيتي وتيك نيوز أبستراكت. توجد قاعدة بيانات ببليوغرافية أساسية واسعة النطاق تحتوي على الأعمال الرئيسية لجميع الأنواع من جميع دور النشر الرئيسية لأدب الحوسبة. قاعدة البيانات الثانوية هذه هي خدمة اكتشاف غنية تُعرف باسم دليل جمعية آلات الحوسية لأدب الحوسبة.
اعتمدت جمعية آلات الحوسية نموذج نشر هجين للوصول المفتوح (OA) في عام 2013. يجب على المؤلفين الذين لا يختارون دفع رسوم الوصول المفتوح منح حقوق النشر لدى جمعية آلات الحوسية إما عن طريق اتفاقية نقل حقوق النشر أو اتفاقية ترخيص النشر. كانت جمعية آلات الحوسية ناشرًا «أخضر» قبل اختراع المصطلح. يمكن للمؤلفين نشر المستندات على مواقع الويب الخاصة بهم وفي مستودعاتهم المؤسسية مع رابط يعود إلى إصدار السجل الذي يتم الاحتفاظ به بشكل دائم في مكتبة جمعية آلات الحوسية الرقمية. جميع البيانات الوصفية في المكتبة الرقمية مفتوحة للعالم، بما في ذلك الملخصات والمراجع المرتبطة وأعمال الاستشهاد والاستشهاد وإحصاءات الاستخدام، بالإضافة إلى جميع الوظائف والخدمات. بخلاف المقالات المجانية، يتم الوصول إلى النصوص الكاملة عن طريق الاشتراك. هناك أيضًا تحدٍ متزايد لممارسات النشر لدى جمعية آلات الحوسية قادم من حركة الوصول المفتوح. يرى بعض الكتاب على مركزية الأقران – مراجعة العملية بأنها أقل أهمية ونشر على صفحات منازلهم أو على مواقع لم تتم مراجعتها مثل أرخايف. ظهرت منظمات أخرى تقوم بإجراء مراجعات الأقران مجانًا تمامًا وعبر الإنترنت، مثل Journal of Artificial Intelligence Research، و Journal of Machine Learning Research و Journal of Research and Practice in Information Technology.

## درجات العضوية
بالإضافة إلى الطلاب والأعضاء العاديين، لدى جمعية آلات الحوسية العديد من درجات العضوية المتقدمة للتعرف على أولئك الذين لديهم سنوات متعددة من العضوية و «أظهروا أداءً يميزهم عن أقرانهم». لا يمكن أن يتجاوز عدد الزملاء والأعضاء المتميزين وكبار الأعضاء 1% و 10% و 25% من إجمالي عدد الأعضاء المحترفين على التوالي.

### الزملاء
تم إنشاء برنامج زملاء جمعية آلات الحوسية من قبل مجلس جمعية آلات الحوسبة في عام 1993 «لتكريم وتكريم أعضاء جمعية آلات الحوسية البارزين لإنجازاتهم في علوم الكمبيوتر وتكنولوجيا المعلومات ولإسهاماتهم الكبيرة في مهمة جمعية آلات الحوسية.» يوجد 1310 زميلًا اعتبارًا من 2020، من حوالي 100,000 عضو.

### الأعضاء المتميّزون
في عام 2006، بدأت جمعية آلات الحوسية في الاعتراف بدرجتين إضافيتين للعضوية، أحدهما كان يسمى «الأعضاء المتميزون». يتمتع الأعضاء المتميزون (المهندسين المتميزين والعلماء المتميزين والمعلمين المتميزين) بما لا يقل عن 15 عامًا من الخبرة المهنية و 5 سنوات من عضوية جمعية آلات الحوسية المستمرة و «أحدثوا تأثيرًا كبيرًا على مجال الحوسبة». لاحظ أنه في عام 2006 عندما ظهر الأعضاء المتميزون لأول مرة، كان أحد المستويات الثلاثة يسمى «العضو المتميز» وتم تغييره بعد حوالي عامين إلى «المعلم المتميز». أولئك الذين حصلوا بالفعل على لقب «العضو المميز» تم تغيير ألقابهم إلى أحد العناوين الثلاثة الأخرى.

### كبار الأعضاء
في عام 2006 أيضًا، بدأت جمعية آلات الحوسية في تكريم كبار الأعضاء. وفقًا لـ جمعية آلات الحوسية، «تعترف درجة كبار الأعضاء بأعضاء جمعية آلات الحوسية الذين لديهم 10 سنوات على الأقل من الخبرة المهنية و 5 سنوات من العضوية المهنية المستمرة الذين أظهروا الأداء من خلال القيادة الفنية، والمساهمات الفنية أو المهنية». تتطلب العضوية العليا أيضًا 3 خطابات مرجعية

### السادة المتحدثون
على الرغم من أنها ليست درجة عضوية من الناحية الفنية، فإن جمعية آلات الحوسية تعترف بالمتحدثين المتميزين في مواضيع علوم الكمبيوتر. يتم تعيين متحدث مميز لمدة ثلاث سنوات. عادة ما يكون هناك حوالي 125 متحدثًا مميزًا حاليًا. يصف موقع جمعية آلات الحوسية هؤلاء الأشخاص بأنهم «قادة الفكر الدولي المشهورون». برنامج المتحدثين المتميزين (DSP) موجود منذ أكثر من 20 عامًا ويعمل كبرنامج توعية يجمع خبراء مشهورين من الأوساط الأكاديمية والصناعة والحكومة لتقديم موضوع خبراتهم. يتم الإشراف على البرنامج من قبل لجنة مخصّصة لهذا.

## الفصول
لدى جمعية آلات الحوسية ثلاثة أنواع من الفصول: مجموعات الاهتمامات الخاصة، الفصول المهنية، وفصول الطلاب.

### مجموعات الاهتمامات الخاصة
- Special Interest Group on Accessible Computing: الحوسبة التي يمكن الوصول إليها
- ACM SIGACT: الخوارزميات ونظرية الحساب
- SIGAda: لغة برمجة Ada
- SIGAI: الذكاء الاصطناعي
- SIGAPP: الحوسبة التطبيقية
- ACM SIGARCH: هندسة الكمبيوتر
- SIGBED: الأنظمة المضمنة
- SIGBio: المعلوماتية الحيوية
- SIGCAS: الكمبيوتر والمجتمع
- SIGCHI: الكمبيوتر – التفاعل البشري
- SIGCOMM: اتصالات البيانات
- SIGCSE: تعليم علوم الكمبيوتر
- Special Interest Group on Design سيجدا: أتمتة التصميم
- SIGDOC: تصميم الاتصالات
- SIGecom: التجارة الإلكترونية
- SIGEVO: الحساب الجيني والتطوري
- ACM SIGGRAPH: سيجراف: رسومات الحاسوب والتقنيات التفاعلية
- ACM SIGHPC: حوسبة عالية الأداء
- Special Interest Group on Information Retrieval: استرجاع المعلومات
- SIGITE: تعليم تكنولوجيا المعلومات
- SIGKDD: اكتشاف المعرفة واستخراج البيانات
- SIGLOG: المنطق والحساب[51]
- SIGMETRICS: القياس والتقويم
- SIGMICRO: الهندسة المعمارية الدقيقة
- SIGMIS: نظم المعلومات الإدارية
- SIGMM: الوسائط المتعددة
- SIGMOBILE: تنقل الأنظمة والمستخدمين والبيانات والحوسبة
- SIGMOD: إدارة البيانات
- ACM SIGOPS: أنظمة التشغيل
- SIGPLAN: لغات البرمجة
- SIGSAC: الأمن والتدقيق والمراقبة
- SIGSAM: المعالجة الرمزية والجبرية
- SIGSIM: المحاكاة والنمذجة
- SIGSOFT: هندسة البرمجيات
- إشارة مميزة: معلومات مكانية
- SIGUCCS: خدمات الحوسبة بالجامعات والكليات
- ACM SIGWEB|SIGWEB: النص التشعبي والوسائط التشعبية والويب

## المؤتمرات
ترعى جمعية آلات الحوسية ومجموعات الاهتمامات الخاصة التابعة لها (SIGs) العديد من المؤتمرات مع 170 مؤتمرًا تم استضافتها في جميع أنحاء العالم في عام 2017. تحتوي صفحة مؤتمرات جمعية آلات الحوسية على قائمة كاملة محدثة بينما تظهر قائمة جزئية أدناه. معظم SIGs لديها أيضا مؤتمر سنوي. غالبًا ما تكون مؤتمرات جمعية آلات الحوسية أماكن نشر شائعة جدًا وبالتالي فهي تنافسية للغاية. على سبيل المثال، اجتذب مؤتمر SIGGRAPH لعام 2007 حوالي 30000 زائر، وقبل CIKM فقط 15% من الأوراق الطويلة التي تم تقديمها في عام 2005. موبيهوك (بالإنجليزية: MobiHoc) هي الندوة الدولية حول الشبكات والحوسبة المتنقلة المخصصة. جمعية آلات الحوسية هي أحد المشاركين – مقدم والشريك المؤسس للاحتفال جريس هوبر للمرأة في علوم الحاسب الآلي (GHC) مع معهد أنيتا بورغ للمرأة والتكنولوجيا. تستضيف فروع طلاب جمعية آلات الحوسية بعض المؤتمرات، وهذا يشمل الإسقاطات الانعكاسية، التي تستضيفها جمعية آلات الحوسبة. بالإضافة إلى ذلك، ترعى جمعية آلات الحوسية المؤتمرات الإقليمية. تسهل المؤتمرات الإقليمية زيادة فرص التعاون بين المؤسسات المجاورة ويحظى بحضور جيد.

## الجوائز
تقدم جمعية آلات الحوسية أو تشارك – تقدم عددًا من الجوائز للإنجازات الفنية والمهنية البارزة والمساهمات في علوم الكمبيوتر وتكنولوجيا المعلومات. كما تمنح أكثر من 30 من مجموعات الاهتمامات الخاصة لدى «إيه سي إم» جمعية آلات الحوسية الأفراد لمساهماتهم مع عدد قليل مدرج أدناه.

## القيادة
رئيسة جمعية آلات الحوسية لعام 2020-2022 هي غابرييل كوتسيس، أستاذة في جامعة يوهانس كيبلر في لينز. وهي خلفت شيري بانكيك (2018-2020)، أستاذ فخري في جامعة ولاية أوريغون ومدير تحالف الشمال الغربي للعلوم والهندسة الحاسوبية (NACSE)، هانسون (2016-2018)، أستاذ متميز في معهد روتشستر للتكنولوجيا وأستاذ زائر في جامعة دندي؛ ألكسندر ل. وولف (2014-2016)، عميد كلية جاك باسكن للهندسة في جامعة كاليفورنيا، سانتا كروز؛ فينت سيرف (2012-2014)، عالم كمبيوتر أمريكي معروف بأنه أحد «آباء الإنترنت»؛ ألين تشيزني (2010-2012)، مواطن فرنسي يعيش في تورنتو، أونتاريو، كندا، حيث يدير شركته المسماة فيجوال ترانزيشن؛ ودام ويندي هول من جامعة ساوثهامبتون، المملكة المتحدة (2008-2010). يرأس جمعية آلات الحوسية مجلس يتألف من الرئيس ونائب الرئيس وأمين الخزانة والرئيس السابق ورئيس مجلس إدارة SIG ورئيس مجلس إدارة المنشورات وثلاثة ممثلين عن مجلس إدارة SIG وسبعة أعضاء – At – Large. غالبًا ما يشار إلى هذه المؤسسة ببساطة باسم «المجلس» في اتصالات جمعية آلات الحوسية.

## البنية الاساسية
لدى جمعية آلات الحوسية خمسة «مجالس» تشكل لجانًا ومجموعات فرعية مختلفة لمساعدة موظفي المقر الرئيسي في الحفاظ على جودة الخدمات والمنتجات. هذه اللوحات هي كما يلي:
1. مجلس المطبوعات
2. مجلس إدارة سيج
3. مجلس التعليم
4. مجلس خدمات العضوية
5. مجلس الممارسين

## مجلس جمعية آلات الحوسية للمرأة في الحوسبة
جمعية آلات الحوسية-دبليو، مجلس جمعية آلات الحوسية للمرأة في الحوسبة، يدعم ويحتفل ويدعو دوليًا للمشاركة الكاملة للنساء في الحوسبة. برامج جمعية آلات الحوسية-دبليو الرئيسية هي الاحتفالات الإقليمية للمرأة في مجال الحوسبة، وفصول جمعية آلات الحوسية-دبليو، والمنح الدراسية لطالبات علوم الكمبيوتر لحضور المؤتمرات البحثية. في الهند وأوروبا، يتم الإشراف على هذه الأنشطة من قبل جمعية آلات الحوسية-دبليو فرع الهند وجمعية آلات الحوسية-دبليو فرع أوروبا على التوالي. تتعاون جمعية آلات الحوسية-دبليو مع منظمات مثل معهد أنيتا برج والمركز الوطني للمرأة وتكنولوجيا المعلومات (NCWIT) ولجنة وضع المرأة في أبحاث الحوسبة (CRA-W).

### محاضرات أثينا
يمنح جمعية آلات الحوسية-دبليو جائزة أثينا للقراءة السنوية لتكريم الباحثات البارزات اللائي قدمن مساهمات أساسية في علوم الكمبيوتر. بدأ هذا البرنامج في عام 2006. يتم ترشيح المتحدثين من قبل أعضاء سيج.
- 2006-2007: ديبورا إسترين من جامعة كاليفورنيا
- 2007-2008: كارين سبارك جونز من جامعة كامبريدج
- 2008-2009: شافي جولدفاسر من معهد ماساتشوستس للتكنولوجيا ومعهد فايتسمان للعلوم
- 2009-2010: سوزان جيه إيغيرز من جامعة واشنطن
- 2010-2011: ماري جين إيروين من جامعة ولاية بنسلفانيا
- 2011-2012: جوديث س. أولسون من جامعة كاليفورنيا، إيرفين
- 2012-2013: نانسي لينش من معهد ماساتشوستس للتكنولوجيا
- 2013-2014: كاثرين يليك من مختبر لورنس بيركلي الوطني[61]
- 2014-2015: سوزان دومايس من مايكروسوفت للأبحاث
- 2015-2016: جينيفر ويدوم من جامعة ستانفورد
- 2016-2017: جينيفر ريكسفورد من جامعة برينستون
- 2017-2018: ليديا كافراكي من جامعة رايس
- 2018-2019: أندريا جولدسميث من جامعة برينستون
- 2019-2020: إليسا بيرتينو من جامعة بوردو
- 2020-2021: ساريت كراوس من جامعة بار إيلان
- 2021-2022: آيانا هوارد من جامعة ولاية أوهايو

## التعاون
كان الشريك الأساسي لجمعية آلات الحوسية هو جمعية الحاسوب (IEEE-CS)، وهو أكبر مجموعة فرعية من معهد مهندسي الكهرباء والإلكترونيات (IEEE). يركز معهد مهندسي الكهرباء والإلكترونيات على قضايا الأجهزة والمعايير أكثر من علوم الكمبيوتر النظرية، ولكن هناك تداخل كبير مع جدول أعمال جمعية آلات الحوسية. لديهم العديد من الأنشطة المشتركة بما في ذلك المؤتمرات والمنشورات والجوائز. تشارك جمعية آلات الحوسية و SIGs التابعة لها في رعاية حوالي 20 مؤتمرًا كل عام مع معهد مهندسي الكهرباء والإلكترونيات-سي إس وأجزاء أخرى من معهد مهندسي الكهرباء والإلكترونيات. تم منح جائزة إكرت-ماوشي وجائزة كين كينيدي، وهما جائزتان رئيسيتان في علوم الكمبيوتر، بالاشتراك مع جمعية آلات الحوسية ومعهد مهندسي الكهرباء والإلكترونيات-سي إس. يتعاونون أحيانًا في مشاريع مثل تطوير مناهج الحوسبة. كما قامت «إيه سي إم» برعاية فعاليات مشتركة مع منظمات مهنية أخرى مثل جمعية الرياضيات الصناعية والتطبيقية (SIAM).

## النقد
في ديسمبر 2019، وقعت جمعية آلات الحوسية رسالة، إلى الرئيس ترامب تعارض الوصول المفتوح. تم تشكيل عريضة ضد هذا وجمع أكثر من ألف توقيع. رداً على ذلك، أوضحت جمعية آلات الحوسية موقفها. في حين أن مؤتمر سوج كان في الأصل مؤتمرًا لـ جمعية آلات الحوسية، فقد انفصل عن جمعية آلات الحوسية في عام 2014، بسبب مشاكل عند تنظيم المؤتمرات في الخارج.

## وصلات خارجية
- الموقع الرسمي لرابطة مكائن الحوسبة